# Adertshausen
Adertshausen ist ein Gemeindeteil und eine Gemarkung des Marktes Hohenburg im Landkreis Amberg-Sulzbach in der Oberpfalz.

## Lage
Das Pfarrdorf liegt in der Fränkischen Alb im Tal der Lauterach, die nach ca. 8 km in die Vils bei Schmidmühlen mündet. Die Staatsstraße 2235 verläuft durch den Ort.

## Geschichte
Das fruchtbare Tal der Lauterach war bereits in der Jungsteinzeit besiedelt. Nur knapp 500 m südöstlich des heutigen Ortskernes befinden sich die Pfaffenhänghöhle und eine benachbarte Spalthöhle mit Fundhorizonten und Siedlungsplätzen der Steinzeit, der Bronzezeit, der Urnenfelderzeit, der Hallstattzeit und der Latènezeit sowie menschlichen Skelettresten. Die erste Erwähnung war spätestens im 9. Jahrhundert zu karolingischer Zeit, als neben dem heutigen Friedhof ein Adelssitz bestand. Diese sind als Bodendenkmale geschützt.:10
Das bayerische Urkataster zeigt Aderzhausen in den 1810er Jahren als Straßendorf mit 20 Herdstellen, einem Dorfbrunnen und einer zweischlächtigen Mühle links der Lauterach. Etwas abgesondert, rechts des Flüsschens, befanden sich damals drei weitere Höfe, die Kirche und ihr umfriedeter Gottesacker. Das Langhaus der Kirche wurde in den 1880er Jahren abgerissen und neu erbaut, ihr gotischer Turm blieb bestehen. Adertshausen ist Sitz der Pfarrei St. Peter und Paul Adertshausen.
Die 1818 gebildete politische Gemeinde Adertshausen umfasste die Orte Adertshausen, Aicha, Allertshofen und Schwarzmühle. Sie gehörte von 1862 bis 1879 zum Bezirksamt Velburg und ab 1880 zum Bezirksamt bzw. Landkreis Parsberg.
Bei der Errichtung des Truppenübungsplatzes Hohenfels ab Ende der 1930er Jahre wurden mehrere Orte der katholischen Pfarrei Adertshausen abgesiedelt. Auf dem Friedhof Adertshausen befindet sich ein Gedenkstein für die Orte Birket, Deinfeld, Eggertsheim, Egra, Enslwang, Grund, Raversdorf, Schwend, Trießlberg und Willertsheim. 

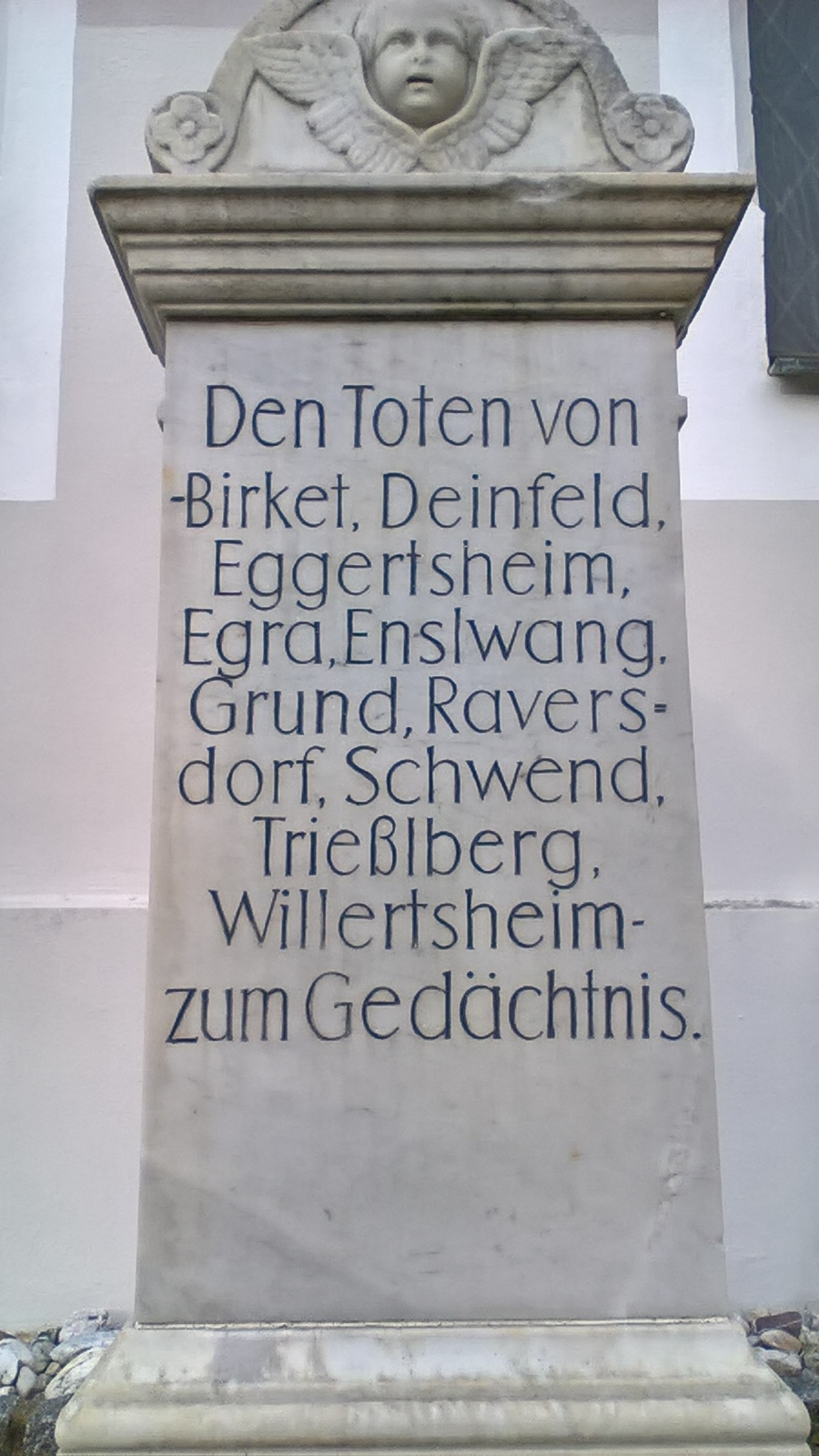
Gedenkstein für die Friedhöfe der abgesiedelten Orte

Zum 1. Januar 1963 wurde die Gemeinde Adertshausen in den Landkreis Amberg eingegliedert.
Die Gemeinde Adertshausen gehörte zum Amtsgerichtsbezirk Parsberg. Am 24. Februar 1964 wurde sie in den Amtsgerichtsbezirk Amberg umgegliedert.
Am 1. Januar 1972 wurde die Gemeinde Adertshausen im Zuge der Gemeindegebietsreform in die Gemeinde Hohenburg eingegliedert.

## Wappen
Der bekannteste Nachweis befindet sich im Wappenfries der romanischen Klosterkirche des Klosters Kastl mit einem silbernen Streifen von links oben nach rechts unten auf blauem Grund (gemäß der Heraldik).

## Bürgermeister
- Johann Spreitzer
- Franz Bauer (bis zur Gemeindeauflösung 1972)

## Sehenswürdigkeiten
An Baudenkmalen sind im Ort die Pfarrkirche St. Peter und Paul mit Friedhof, das Pfarrhaus und ein Gasthof aus dem 18. Jahrhundert, sowie außerorts ein mittelalterliches Steinkreuz erhalten.:1
→ Liste der Baudenkmäler in Adertshausen
- Trockenrasenhänge. Durch diese geht ein Teil des Fernwanderwegs Jurasteig[8] und des Wacholderwanderwegs